# Cristian Marian Moșoiu
Cristian Marian Moșoiu (* 10. September 1987 in Moieciu de Sus) ist ein ehemaliger rumänischer Biathlet. Er ist Assistenztrainer der rumänischen Nationalmannschaft der Frauen.
Cristian Moșoiu bestritt seit der Saison 2006/07 seine ersten Rennen im IBU-Cup der Junioren, der zu der Zeit noch unter dem Namen Europacup ausgetragen wurde. Erster Höhepunkt wurden die Junioren-Weltmeisterschaften 2007 in Martell, bei denen der Rumäne 69. des Einzels, 33. des Sprints, 42. der Verfolgung und 17. mit der Staffel wurde. Anschließend startete er auch bei den Junioren-Rennen der Biathlon-Europameisterschaften 2007 in Bansko. In Bulgarien wurde Moșoiu 31. des Einzels, 25. des Sprints und 23. der Verfolgung. Zum Beginn der Saison 2007/08 gab er in Kontiolahti sein Debüt im Biathlon-Weltcup und wurde bei einem Einzel 114. Eine Woche später konnte er in Hochfilzen 82. eines Sprints werden und erstmals unter die besten 100 laufen. Im weiteren Verlauf der Saison verbesserte er seine Bestleistung im Einzel auf Rang 81. Gegen Ende der Saison bestritt er auch seine ersten Rennen im IBU-Cup der Männer. Bei den Junioren-Weltmeisterschaften 2008 in Ruhpolding lief er auf die Ränge 48 im Einzel, 32 im Sprint und 40 in der Verfolgung. Bei den Biathlon-Europameisterschaften 2008 in Nové Město na Moravě kam er erstmals bei einem Großereignis bei den Männern zum Einsatz. Das Einzel beendete er jedoch nicht. Im weiteren Verlauf wurde Moșoiu bei den Junioren eingesetzt und wurde 41. im Sprint, 40. des Verfolgungsrennens und mit der Staffel Elfter. Bei der Militär-Skiweltmeisterschaft 2008 in Hochfilzen kamen die Ränge 62 im Sprint, mit Claudiu Suciu und Ștefan Gavrilă 16 im Staffelrennen und 19 in der Militärpatrouille hinzu. Im Skilanglauf kam ein 58. Platz über 15 Kilometer Freistil hinzu. Bei den Offenen Balkanmeisterschaften 2008 wurde er in Băile Harghita Fünfter.
Seit der Saison 2008/09 startete Moșoiu vermehrt im Skilanglauf, nahm hier an unterklassigen Rennen im Alpencup, im Balkan Cup sowie an FIS-Rennen teil. Bei der Militär-Skiweltmeisterschaft 2010 in Cogne und Brusson wurde er 43. über 15 Kilometer Freistil im Skilanglauf sowie 45. des Biathlon-Sprints und Neunte in der Militärpatrouille.

## Biathlon-Weltcup-Platzierungen
Die Tabelle zeigt alle Platzierungen (je nach Austragungsjahr einschließlich Olympische Spiele und Weltmeisterschaften).
- 1.–3. Platz: Anzahl der Podiumsplatzierungen
- Top 10: Anzahl der Platzierungen unter den ersten zehn (einschließlich Podium)
- Punkteränge: Anzahl der Platzierungen innerhalb der Punkteränge (einschließlich Podium und Top 10)
- Starts: Anzahl gelaufener Rennen in der jeweiligen Disziplin

| Platzierung | Einzel | Sprint | Verfolgung | Massenstart | Staffel | Gesamt |
| ----------- | ------ | ------ | ---------- | ----------- | ------- | ------ |
| 1. Platz    |        |        |            |             |         |        |
| 2. Platz    |        |        |            |             |         |        |
| 3. Platz    |        |        |            |             |         |        |
| Top 10      |        |        |            |             |         |        |
| Punkteränge |        |        |            |             |         |        |
| Starts      | 2      | 3      |            |             |         | 5      |